# Pseudojuloides labyrinthus
Pseudojuloides labyrinthus là một loài cá biển thuộc chi Pseudojuloides trong họ Cá bàng chài. Loài này được mô tả lần đầu tiên vào năm 2016.

## Từ nguyên
Từ định danh của loài trong tiếng Latinh có nghĩa là "mê cung", hàm ý đề cập đến các vệt đốm ngoằn nghoèo trên đầu và thân.

## Phạm vi phân bố
P. labyrinthus có phạm vi phân bố ở Tây Nam Ấn Độ Dương. Những mẫu vật của loài này được tìm thấy ở ngoài khơi bờ biển thành phố Mombasa, Kenya. Ghi nhận của một cá thể cái được cho là Pseudojuloides erythrops ở ngoài khơi Seychelles nhiều khả năng là P. labyrinthus, vì nó không khác gì nhiều so với cá cái của P. labyrinthus.

## Mô tả
Mẫu vật lớn nhất dùng để mô tả P. labyrinthus có chiều dài cơ thể đo được là 6,5 cm. Chúng là loài dị hình giới tính và có thể là một loài lưỡng tính tiền nữ.
Cá đực có đầu và thân màu vàng lục, chuyển thành màu trắng ở thân dưới và bụng. Đầu có nhiều vệt sọc màu xanh lam và đỏ tía, vỡ thành các vệt đốm ở thân trước, rồi liền lại thành các dải sọc và kéo dài đến gốc vây đuôi. Vây lưng và vây hậu môn có dải màu vàng và một dải màu xanh lam gần gốc vây; viền vây màu xanh óng. Vây đuôi có các dải màu vàng ở thùy trên và dưới; giữa vây trong suốt, có viền màu xanh óng. Vây bụng và vây ngực trong mờ. Mống mắt màu đỏ cam.
Cá cái có màu hồng cam hoặc hồng phớt đỏ; trắng ở nửa dưới của đầu và ngực. Vùng cơ thể từ hàm trên xuống dưới ổ mắt có màu trắng ánh kim. Mống mắt màu cam đến đỏ tươi. Các vây trong mờ, không màu.
Số gai ở vây lưng: 9; Số tia vây ở vây lưng: 11; Số gai ở vây hậu môn: 3; Số tia vây ở vây hậu môn: 12; Số tia vây ở vây ngực: 13; Số gai ở vây bụng: 1; Số tia vây ở vây bụng: 5.

## Phân loại
P. edwardi được xếp vào một nhóm phức hợp loài với Pseudojuloides erythrops, Pseudojuloides edwardi và Pseudojuloides severnsi.

### Trích dẫn
- "Pseudojuloides labyrinthus, a new labrid fish (Teleostei: Labridae) from the western Indian Ocean" (PDF). Journal of the Ocean Science Foundation. Quyển 21. 2016. tr. 58–70. {{Chú thích tạp chí}}: Đã bỏ qua tham số không rõ |authors= (trợ giúp)